# Бак, Соломон Аркадьевич
Соломо́н Арка́дьевич (Аронович) Бак (1902 — 21 января 1940) — сотрудник ОГПУ—НКВД СССР, майор государственной безопасности (1937). Народный комиссар внутренних дел Башкирской АССР. Входил в состав особых троек НКВД СССР. Расстрелян в 1940 году. Признан не подлежащим реабилитации.

## Ранние годы
Родился в деревне Верхолены (по другим данным в деревне Знаменка) на Ленских приисках в Иркутской губернии в семье политического ссыльного, работавшего счетоводом. По национальности еврей. В 1911 году поступил в гимназию Иркутска, в которой окончил 5 классов. В 1917—1918 годах состоял в РКСМ (член Иркутского комитета Союза социалистической молодёжи). Состоял в РКП(б) с января 1918 года.
С ноября 1917 по июнь 1918 рядовой отряда, участвовавшего в борьбе с войсками Колчака. В Иркутском партизанском отряде с декабря 1919 по январь 1920. Секретарь комиссии по ликвидации имущества колчаковского режима Иркутского губернского ревкома с января по февраль 1920; секретарь Иркутского губернского ревкома с февраля по апрель 1920; секретарь Томского губернского ревкома с апреля по июль 1920 г.; председатель Томского губернского реквизиционного комитета, начальник Томского губернского комитета по эвакуации с июля 1920 г. по май 1921 г.; заведующий отделом Томского губисполкома с мая по июнь 1921 г.; заведующий отделом Мариинского УИК с июня по декабрь 1921 г.; заведующий организационной частью Томского губисполкома с декабря 1921 г. по июль 1922 г.; заместитель заведующего отделом управления Томского губисполкома с июля 1922 г. по июль 1923 г.; заместитель заведующего отделом Енисейского губисполкома с июля 1923 г. по март 1924 г.

## РККА
Рядовой, политрук роты 40-го стрелкового полка с марта 1924 г. по март 1925 г. Затем политрук батареи 14-го артиллерийского полка с марта по декабрь 1925 г. С декабря 1925 г. по 1926 г. инструктор политического отдела 14-й стрелковой дивизии, затем помощник военкома полка этой дивизии до сентября 1926 г.

## ОГПУ-НКВД
Помощник начальника 1-го отделения восточного отдела ОГПУ СССР с 1 ноября 1926 г. по 20 июня 1927 г., затем начальник этого отделения до 3 декабря 1928 г. Начальник Семипалатинского окружного отделения ГПУ с декабря 1928 г. по август 1930 г. Начальник Семипалатинского оперативного сектора ГПУ с 21 октября г.по 14 февраля 1932 г. Начальник Карагандинского областного отдела ГПУ с 14 февраля 1932 г. по 10 июля 1934 г. Начальник Управления НКВД Карагандинской области с 15 июля 1934 г. по 25 марта 1936 г. Начальник СПО УГБ УНКВД Казахской АССР с 25 марта 1936 г. по 16 декабря 1936 г. Заместитель начальника УНКВД Ярославской области с 16 декабря 1936 г. по 1 апреля 1937 г., затем народный комиссар внутренних дел Башкирской АССР до 1 октября 1937 г.. С 25 октября 1937 г. заместитель народного комиссара внутренних дел Бурят-Монгольской АССР до 20 марта 1938 г. В этот период входил в состав особых троек, созданных приказом НКВД СССР от 30.07.1937 № 00447; активный участник сталинских репрессий.
Начальник 3-го отдела Волжского ИТЛ НКВД с 15 апреля 1938 г. и до своего ареста 16 октября 1938 г.

## Закат карьеры и казнь
Арестован 16 октября 1938 г. Внесен в Список Л.Берии от 16 января 1940 г. по 1-й категории. Приговорён к ВМН ВКВС СССР 19 января 1940 г. по ст. 58/1 п.«а» («измена Родине»); ст. 58/8 («террор»); ст. 58/11 УК РСФСР («участие в антисоветской террористической организации в органах НКВД»). Через 2 дня, в ночь на 21 января 1940 г. расстрелян в числе ряда руководящих сотрудников НКВД СССР, осужденных ВКВС СССР 19 и 20 января 1940 г. (И. П. Попашенко, Я. М. Мороз-Иосем, В. М. Круковский, Н. А. Загвоздин, Д. М. Соколинский, Н. И. Иванов, С. З. Миркин, С. В. Ратнер и др.). Место захоронения — «могила невостребованных прахов» № 1  крематория Донского кладбища.
26 ноября 2013 г. Военной коллегией Верховного суда РФ признан не подлежащим реабилитации.

## Семья
В органах госбезопасности также работали его брат и сестра: комиссар государственной безопасности 3-го ранга Борис Аркадьевич (Аронович) Бак (1897—1938), в 1937 году арестован и в 1938 году расстрелян «в особом порядке» — реабилитирован посмертно; лейтенант государственной безопасности Мария Аркадьевна(Ароновна) Бак, жена Бориса Бермана, работала оперуполномоченным 3-го отделения 4-го (секретно-политического) отдела ГУГБ НКВД СССР, в 1937 году уволена из органов НКВД и, видимо, также репрессирована в 1938 г.), повторно репрессирована в 1950 году. Вторая сестра Галина Ароновна, 16 марта 1938 года осуждена как ЧСИР к 8 годам ИТЛ, её муж Виктор Воронков, командир 2-й Вольской моторизованной дивизии «Комбриг», расстрелян 23 января 1938 года в Саратове-реабилитирован посмертно.

## Присвоение специальных званий
- 25 декабря 1935 — старший лейтенант государственной безопасности;
- 20 декабря 1936 — капитан государственной безопасности;
- 1 апреля 1937 — майор государственной безопасности.

## Награды
- Знак «Почётный работник ВЧК—ГПУ (XV)» (26 мая 1933);
- Знак «15 лет Казахстану (недоступная ссылка)» (1936).